# Tabanus effilatanus
Tabanus effilatanus är en tvåvingeart som beskrevs av Philip 1959. Tabanus effilatanus ingår i släktet Tabanus och familjen bromsar. Inga underarter finns listade i Catalogue of Life.